# Mattias Öhlund
Kenneth Mattias Öhlund (* 9. September 1976 in Piteå) ist ein ehemaliger schwedischer Eishockeyspieler, der während seiner aktiven Karriere zwischen 1992 und 2011 unter anderem 979 Spiele für die Vancouver Canucks und Tampa Bay Lightning in der National Hockey League auf der Position des Verteidigers bestritten hat. Insbesondere mit der schwedischen Nationalmannschaft feierte Öhlund zahlreiche Erfolge. Neben mehreren Medaillenplatzierungen sowohl im Junioren- als auch Herrenbereich wurde der Abwehrspieler mit der Tre Kronor Olympiasieger, Weltmeister und Junioren-Europameister.

## Karriere
Der 1,88 m große Verteidiger spielte zunächst für seinen Heimatverein Piteå HC und wechselte im Sommer 1994 zu Luleå HF in die Elitserien, der höchsten Profiliga im schwedischen Eishockeysport. Beim NHL Entry Draft 1994 wurde Öhlund als 13. in der ersten Runde von den Canucks ausgewählt, da er sich jedoch mit General Manager Pat Quinn nicht auf einen Vertrag einigen konnte, blieb der Linksschütze zunächst jedoch in seinem Heimatland. Dort wurde Öhlund schnell zum Stammspieler, feierte am Ende der Spielzeit 1995/96 den Gewinn des schwedischen Meistertitels mit Luleå und wurde als Nachwuchsspieler des Jahres ausgezeichnet. In der folgenden Spielzeit wurde Öhlund Vizemeister mit dem Luleå HF.
Zur Spielzeit 1997/98 lag dem Abwehrspieler schließlich ein Angebot der Toronto Maple Leafs aus der NHL vor, dieses konnte Quinn diesmal jedoch nach Öhlunds Vorstellungen überbieten, sodass der Schwede beim NHL-Auftakt in Japan gegen die Mighty Ducks of Anaheim seine ersten Spiele für die Canucks absolvieren konnte. Nach der Saison wurde er hinter Sergei Samsonow von den Boston Bruins zum zweitbesten Rookie der Liga gewählt. In einem Vorbereitungsspiel zur Saison 1999/00 wurde Öhlund schwer verletzt, als ihn der Puck am rechten Auge traf. Nach zwei Augenoperationen konnte der Verteidiger jedoch trotz bleibender Sehschäden noch in derselben Spielzeit in den Kader der Canucks zurückkehren.

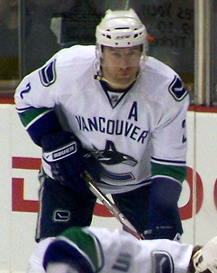
Öhlund im Trikot der Vancouver Canucks

Während des Lockouts in der Saison 2004/05 kehrte Mattias Öhlund für zwei Partien zu seinem Ex-Club Luleå HF nach Schweden zurück. Im November 2007 wurde der Verteidiger für vier Spiele gesperrt, nachdem er Mikko Koivu von den Minnesota Wild mit einem Ellbogencheck ins Gesicht schwer verletzt hatte. Koivu musste daraufhin 24 Spiele lang verletzungsbedingt pausieren. Nach seiner Rückkehr wurde Öhlund mit einem Treffer gegen die Edmonton Oilers am 15. Dezember mit 84 Karrieretreffern der torgefährlichste Verteidiger in der Franchise-Geschichte der Canucks.
Vor Beginn der Saison 2008/09 wurde der Schwede zusammen mit Ryan Kesler und Willie Mitchell zum Assistenzkapitän hinter Torhüter Roberto Luongo ernannt. Am 1. Juli 2009 unterschrieb er als Free Agent einen mit 25,25 Millionen US-Dollar dotierten Siebenjahresvertrag bei den Tampa Bay Lightning. Dort etablierte er sich direkt im NHL-Aufgebot und absolvierte in den zwei folgenden Saisons knapp 140 Spiele für die Bolts. In der Folge unterzog sich der Schwede im Oktober 2011 sowie im Februar 2012 Operationen an beiden Knien. Bis zum Auslaufen seines Vertrages zum Ende der Saison 2015/16 bestritt Öhlund aufgrund anhaltender Knieprobleme keine weiteren Spiele für Tampa und verweilte daher auf der Injured Reserve List.

### International
Mit den schwedischen Junioren-Nationalmannschaften bestritt Mattias Öhlund die U18-Junioren-Europameisterschaft 1994, die U20-Junioren-Weltmeisterschaften 1994, 1995 und 1996, bei der er als bester Verteidiger ausgezeichnet und zudem ins WM-All-Star-Team gewählt wurde. Insgesamt gewann er bei seinen drei Teilnahmen zweimal Silber (1994 und 1996) und einmal Bronze (1995).
Mit der Herrenauswahl wurde Öhlund 1998 Eishockey-Weltmeister, außerdem konnte er jeweils einmal die Silber- (1997) und einmal die Bronzemedaille (2001) bei Weltmeisterschaften gewinnen.
Außerdem stand der Verteidiger bei drei Olympischen Eishockeyturnieren für sein Heimatland auf dem Eis. 2002 wurde Öhlund zum zweiten Mal nach 1998 in den schwedischen Olympiakader berufen. Während eines Vorbereitungsspiel wurde der Linksschütze vom IOC positiv auf die verbotene Substanz Acetazolamid getestet und daraufhin zunächst von den Spielen ausgeschlossen. Da die Droge allerdings von Öhlund unwissentlich mit einem medizinischen Mittel im Zusammenhang mit seiner Augenoperation eingenommen wurde, wurde der Schwede daraufhin wieder freigesprochen. Nach einer überragenden Vorrunde scheiterte die schwedische Mannschaft allerdings schon im Viertelfinale an Belarus. In vier Spielen erzielte Öhlund insgesamt zwei Assists.
Im Jahr 2006 wurde Öhlund mit der Tre Kronor Olympiasieger. Obwohl er im Endspiel nicht auf dem Eis stand, erhielt der Abwehrspieler vom IOC eine Goldmedaille, nachdem seine Teamkameraden aus der NHL, Daniel und Henrik Sedin, sowie sein Ersatz Niklas Kronwall angeboten hatten, ihre Goldmedaille an Öhlund abzugeben. Auch an den Olympischen Winterspielen 2010 nahm Öhlund mit der schwedischen Eishockeynationalmannschaft teil. Außerdem stand Mattias Öhlund beim World Cup of Hockey 2004 für Schweden auf dem Eis.

## Erfolge und Auszeichnungen
| - 1996 Schwedischer Meister mit Luleå HF - 1996 Årets junior - 1997 Schwedischer Vizemeister mit Luleå HF | - 1998 NHL All-Rookie Team - 1999 Teilnahme am NHL All-Star Game |

### International
| - 1994 Silbermedaille bei der U20-Junioren-Weltmeisterschaft - 1994 Goldmedaille bei der U18-Junioren-Europameisterschaft - 1994 Bester Verteidiger der U18-Junioren-Europameisterschaft - 1994 All-Star-Team der U18-Junioren-Europameisterschaft - 1995 Bronzemedaille bei der U20-Junioren-Weltmeisterschaft - 1996 Silbermedaille bei der U20-Junioren-Weltmeisterschaft | - 1996 Bester Verteidiger der U20-Junioren-Weltmeisterschaft - 1996 All-Star-Team der U20-Junioren-Weltmeisterschaft - 1997 Silbermedaille bei der Weltmeisterschaft - 1998 Goldmedaille bei der Weltmeisterschaft - 2001 Bronzemedaille bei der Weltmeisterschaft - 2006 Goldmedaille bei den Olympischen Winterspielen |

## Karrierestatistik

### International
Vertrat Schweden bei:
| - U20-Junioren-Weltmeisterschaft 1994 - U18-Junioren-Europaeisterschaft 1994 - U20-Junioren-Weltmeisterschaft 1995 - U20-Junioren-Weltmeisterschaft 1996 - Weltmeisterschaft 1997 - Olympischen Winterspielen 1998 | - Weltmeisterschaft 1998 - Weltmeisterschaft 2001 - Olympischen Winterspielen 2002 - World Cup of Hockey 2004 - Olympischen Winterspielen 2006 - Olympischen Winterspielen 2010 |

(Legende zur Spielerstatistik: Sp oder GP = absolvierte Spiele; T oder G = erzielte Tore; V oder A = erzielte Assists; Pkt oder Pts = erzielte Scorerpunkte; SM oder PIM = erhaltene Strafminuten; +/− = Plus/Minus-Bilanz; PP = erzielte Überzahltore; SH = erzielte Unterzahltore; GW = erzielte Siegtore; 1 Play-downs/Relegation; Kursiv: Statistik nicht vollständig)